# Leo Trippe
Pour les articles homonymes, voir Trippe.
Leonard Lawton Trippe (20 novembre 1891-1964) est un homme politique provincial canadien de la Saskatchewan. Il représente la circonscription de Turtleford à titre de député du Parti libéral de la Saskatchewan de 1948 à 1952.

## Biographie
Né à Schuyler dans le Nebraska, Trippe est le fils du Dr. E. R. et étudie aux États-Unis. En 1917, il épouse Maude Wright. Durant la Première Guerre mondiale, il participe au Corps expéditionnaire canadien. Élu en 1948, il ne parvient pas à se faire réélire en 1952.